# Kamimuria lii
Kamimuria lii är en bäcksländeart som beskrevs av Du 2002. Kamimuria lii ingår i släktet Kamimuria och familjen jättebäcksländor. Inga underarter finns listade i Catalogue of Life.